# Sok Kwu Wan (ort)
Sok Kwu Wan (kinesiska: 索罟灣, 索罟湾) är en ort i centrala delen av Hongkong (Kina). Sok Kwu Wan ligger 37 meter över havet och antalet invånare är 2 100. Den ligger på ön Lamma Island.
Terrängen runt Sok Kwu Wan är platt åt sydväst, men åt nordost är den kuperad.  Centrala Hongkong ligger 9,4 km norr om Sok Kwu Wan. 